# Општина Десешти (Марамуреш)
Десешти (рум. Deseşti) општина је у Румунији у округу Марамуреш.
Oпштина се налази на надморској висини од 417 m.